# میلی
میلی یکی از پیشوندهای SI در دستگاه متریک است که برابر است با ‎ ۱۰-۳ که این عدد برابر یک هزارم است و علامت اختصاری آن در سیستم متریک m می‌باشد.
مثال:
برف، بلور آب می‌باشد  و ضخامت آن یک میلی‌متر است.